# رواية إسحاق الوراق عن خلف البزار
إسحاق الوراق عن خلف البزار أحد روايات القرآن الكريم، أبو يعقوب إسحاق بن إبراهيم بن عثمان بن عبد الله المروزي (ت : 286 هـ)، عن أبو محمد خلف بن هشام بن ثعلب بن خلف الأسدي البغدادي البزاز (150 هـ - 229 هـ)، وتشترك مع رواية ادريس الحداد عن خلف البزار في أنهما مرويتان عن خلف البزار.

## خلف البزاز
هو أبو محمد خلف بن هشام بن ثعلب بن خلف الأسدي البغدادي البزاز , ولد سنة 150 هـ , اختار لنفسه قراءة فكان أحد القراء العشرة , حفظ القرآن الكريم وهو ابن عشر سنين ، وابتدأ في طلب العلم وهو ابن ثلاث عشرة سنة , كان ثقة وعالم روي عنه أنه قال : أشكل علي باب في النحو فأنفقت ثمانين ألف درهم حتى حفظته ووعيته , قال ابن أشته : كان خلف يأخذ بمذهب حمزة إلا أنه خالفه في مائة وعشرين حرفا في اختياره ، وقد تتبع ابن الجزري اختياره فلم يره يخرج عن قراءة الكوفيين ، بل ولا عن قراءة حمزة والكسائي وشعبة إلا في قوله تعالى ( وحرام على قرية ) فقرأ كحفص .
روى الحروف عن إسحاق بن المسيبي وإسماعيل بن جعفر ويحيى بن آدم وسمع من الكسائي الحروف ولم يقرأ عليه القرآن الكريم بل سمعه يقرأ القرآن إلى خاتمته فضبط ذلك عنه , أخذ القراءة عرضا عن سليم بن عيسى وعبد الرحمن بن حماد عن حمزة وعن أبي زيد سعيد بن أوس الأنصاري عن المفضل الضبي , وروى القراءة عنه عرضا وسماعا أحمد بن إبراهيم وراقد وأخوه إسحاق بن إبراهيم وإبراهيم بن علي القصار وأحمد بن زيد الحلواني وإدريس بن عبد الكريم الحداد ومحمد بن إسحاق شيخ ابن شنبوذ وغيرهم , توفي سنة 229 هـ .

## إسحاق
هو أبو يعقوب إسحاق بن إبراهيم بن عثمان بن عبد الله المروزي , يعد راوي خلف في اختياره , قرأ على خلف اختياره وقام به بعده , وقرأ أيضاً على الوليد بن مسلم وكان إسحاق قيما بالقراءة ثقة فيها ضابطا لها وإن كان لا يعرف من القراءات إلا اختيار خلف , توفي سنة 286 هـ .

## منهج خلف في القراءة
لخلف البزار منهج في القراءة اختلف فيها عن بقيت القراءات العشر , ولقراءات إسحاق الوراق وإدريس الحداد عن خلف البزار بعض الاختلافات منها 
- يصل آخر السورة بأول التالية من غير بسملة .
- يقرأ بتوسط المدين المتصل والمنفصل .
- يقرأ بنقل حركة الهمزة إلى السين قبلها مع حذف الهمزة في لفظ فعل الأمر من السؤال حيث وقع وكيف ورد إذا كان قبل السين واو نحو ( واسألوا اللَّهَ من فضله ) أو في فاء نحو ( فاسألوا أهل الذكر ) .
- وعلى الجملة قراءته لا تخرج عن قراءة حمزة والكسائي في جميع القرآن إلا في قوله تعالى ( وحرام على قرية ) في سورة الأنبياء فإنه قرأ ( وحرام ) كحفص .

## أنظر أيضًا
- رواية حفص عن عاصم.
- رواية شعبة عن عاصم.
- رواية قالون عن نافع.
- رواية ورش عن نافع.
- رواية قنبل عن ابن كثير.
- رواية البزي عن ابن كثير.
- رواية الدوري عن أبي عمرو.
- رواية السوسي عن أبي عمرو.
- رواية هشام عن أبن عامر.
- رواية ابن ذكوان عن أبن عامر.
- رواية خلف عن حمزة.
- رواية خلاد عن حمزة.
- رواية الدوري عن الكسائي.
- رواية أبي الحارث عن الكسائي.
- رواية ابن وردان عن ابي جعفر.
- رواية ابن جماز عن ابي جعفر.
- رواية رويس عن يعقوب.
- رواية روح عن يعقوب.
- رواية ادريس عن خلف.

القراء السبعة هم:
- عبد الله بن كثير الداري المكي
- عبد الله بن عامر اليحصبي الشامي
- عاصم بن أبي النَّجود الأسدي الكوفي
- أبو عمرو بن العلاء البصري
- حمزة بن حبيب الزيات الكوفي
- نافع بن عبد الرحمن بن أبي نعيم المدني
- أبو الحسن علي بن حمزة الكسائي النحوي الكوفي

تمام القراء العشرة:
- خلف بن هشام
- يعقوب الحضرمي
- أبو جعفر المدني